# 越智達矢
越智 達矢（おち たつや、1996年7月8日 - ）は、愛媛県西条市出身の社会人野球選手（外野手）。

## 経歴
西条市立東予西中学校時代は軟式野球部に所属していた。
高校は地元の丹原高に進学。高校通算47本の本塁打を放ち、四国地区屈指の強打者として注目されていたが甲子園出場はなかった。
高校卒業後は明治大学に進学。2年春から公式戦に出場し、3年春からレギュラーとして活躍。4年春には打率3割6分2厘、3本塁打、14打点の好成績でベストナインを受賞した。2018年には第6回FISU世界大学野球選手権大会の日本代表に選出された。大学通算打率2割7分4厘、5本塁打、34打点。
大学卒業後は日本生命に入社し野球部に入部。外野手やDHとしてプレーし日本選手権などの大会に出場している。

## 選手としての特徴
抜群の身体能力を持つ選手であり、並外れた走力と体のバネから繰り出されるダイナミックなプレーが持ち味。

## 代表歴
- 第6回FISU世界大学野球選手権大会（2018年）[8]